# Вадок
Вадо́к — река в России, протекает в Арзамасском и Вадском районах Нижегородской области. Устье реки находится в 232 км по левому берегу реки Пьяна. Длина реки составляет 56 км, площадь бассейна — 668 км².
Исток реки юго-восточнее села Морозовка в 12 км к северо-западу от центра города Арзамас. В верховьях течёт на северо-запад, затем поворачивает на северо-восток и восток. Характерной особенностью реки является прерывистое русло, которое иногда пропадает в карстовых провалах и появляется из воклин ниже по течению.
На реке расположен районный центр, село Вад. Около села Вадок протекает через озеро Вадское, известное своими источниками, бьющими из карстовых воронок. В озеро впадает крупнейший приток реки Вадок — Ватьма.
Около Морозовки река образует Морозовские озёра (пруды), созданные посредством искусственных запруд.
Помимо села Вад на реке расположены сёла Морозовка и Протопоповка (Кирилловский сельсовет). Вадок впадает в Пьяну чуть ниже села Лопатино.

## Притоки (км от устья)
- 1,6 км: река без названия, у с. Досадино (лв)
- 12 км: река Ватьма (пр)
- 21 км: река без названия, у с. Борисово Поле (лв)
- 32 км: река без названия, у с. Щедровки (пр)
- 39 км: ручей Водопре (лв)

## Данные водного реестра
По данным государственного водного реестра России относится к Верхневолжскому бассейновому округу, водохозяйственный участок реки — Сура от устья реки Алатырь и до устья, речной подбассейн реки — Сура. Речной бассейн реки — (Верхняя) Волга до Куйбышевского водохранилища (без бассейна Оки).
Код объекта в государственном водном реестре — 08010500412110000039753.